# Fall Kasinga
Der Fall Kasinga war ein Gerichtsverfahren, betreffend Fauziya Kassindja, eine Frau aus Togo, welche im Alter von siebzehn Jahren in den USA Asyl suchte, um der ihr drohenden Zwangsheirat  und der Beschneidung ihrer Genitalien zu entgehen.
Die Eltern Fauziya Kassindjas lehnten die Beschneidung von Mädchen ab und schickten ihre Töchter zur Schule. Doch als der Vater starb, übernahm seine Schwester die Oberhand über die Familie, nahm Kassindja aus der Schule und versprach sie einem über 40-jährigen Mann zur Heirat. Am Tag nach der Hochzeit sollte sie beschnitten werden, doch dann floh sie mit ihrer Schwester über die Grenze nach Ghana. Sie besorgte sich einen Reisepass, erhielt von der Schwester 3000 Dollar und stieg in das nächste erreichbare Flugzeug, das sie nach Deutschland brachte. Von dort aus flog sie weiter nach Newark und bat um Asyl.

## Ablauf des Asylverfahrens
Das Board of Immigration Appeals gewährte ihr 1996 Asyl, nachdem ein Richter der ersten Instanz es zunächst abgelehnt hatte. Der Fall ist Präzedenzfall im Einwanderungsrecht der USA, denn von nun an können Menschen wegen „geschlechtsbezogener Verfolgung“ Asyl beantragen, während bis dahin oft nur wegen religiöser oder politischer Verfolgung Asyl gewährt wurde.

## Folgen des Urteils
Layli Miller-Muro, die Studentin, die Frau Kassindja vor dem Einwanderungsrichter vertrat, gründete nach dem Prozess das Tahirih Justice Center, um Einwanderinnen, die vor geschlechtsbezogener Gewalt und Verfolgung fliehen, rechtliche und medizinische Hilfe zur Verfügung zu stellen. Karen Musalo, die den Rechtsstreit führte, gründete das Center for Gender and Refugee Studies (CGRS), eine nationale Organisation, die am Hastings College of Law an der University of California ansässig ist und Frauen verteidigt, die vor geschlechtsbezogener Verfolgung fliehen. Fauziya Kassindja ist dort Mitglied des beratenden Stabs.
Der Fall Kasinga begründete in den USA eine Welle der medialen Berichterstattung über das Thema der Frauenbeschneidung, das bis dahin in der öffentlichen Wahrnehmung nahezu nicht behandelt wurde.